# Обри, Мартин
Марти́н Обри́ (фр. Martine Aubry; урождённая Делор, род. 8 августа 1950, Париж) — французский политический и государственный деятель, первый секретарь Социалистической партии Франции (2008—2012), мэр города Лилль. Является дочерью Жака Делора, который был министром финансов во время президентства Франсуа Миттерана и председателем Еврокомиссии в (1985—1995). Мартин Обри вступила в Социалистическую партию в 1974 году и на посту министра труда была инициатором введения во Франции 35-часовой рабочей недели в 2000 году.

## Образование
Обри получила начальное образование в лицее Нотр-Дам-дэ-Озу, после чего обучалась в лицее Поля Валери (в Париже). Высшее экономическое образование Обри получила в университете Пантеон-Ассас. Также имеет диплом Института политических исследований (получен в 1972 году).

Между 1973 и 1975 годами также получала образование во Французской Национальной школе администрации, где в 1978 году достигла ученой степени профессора

## Политическая карьера

### Начало карьеры
В 1975 году стала государственным служащим, устроившись в Министерство труда и социальных дел Франции, активно взаимодействуя с Французской демократической конфедерацией труда. В 1980—1981 годы заседала в Государственном Совете Франции. Во время президентства Франсуа Миттерана в 1981 году находилась в подчинении министров труда Жана Ору и Пьера Береговуа, вполне успешно находясь на различных должностях. В 1984 году разрешила строительство жилищных помещений при использовании асбеста, в результате чего было заведено уголовное дело, в котором она проходила, как свидетель.
После поражения социалистов на парламентских выборах 1986 года заняла должность рекетмейстера в Государственном совете. С 1989 по 1991 год работала заместителем директора в компании Пешене, познакомившись с Жаном Гандо. В результате её работы был открыт завод Пешене в Дюнкерке и прекращена добыча алюминия в Ногере.

### Работа в правительстве
С 1991 года Мартин Обри входила в состав социалистических правительств Франции, но потеряла своё место после того, как на парламентских выборах 1993 года победу одержали правые. Обри являлась министром труда в правительствах Эдит Крессон и Пьера Береговуа в мае 1991 — марте 1993. Министр социальных дел в правительстве Лионеля Жоспена в июне 1997 — октябре 2000.
Мэр города Лилль с марта 2001 года. Сменила на этом посту Пьера Моруа. В 2002 году потеряла своё место в Национальной ассамблее Франции. В 2008 году была переизбрана мэром города Лилль, набрав 66,55 %.
Обри во Франции весьма знаменита тем, что является автором закона, который снизил 39-часовую рабочую неделю до 35-часовой. Также является инициатором реформы медицинского страхования.

### Лидер Социалистической партии Франции

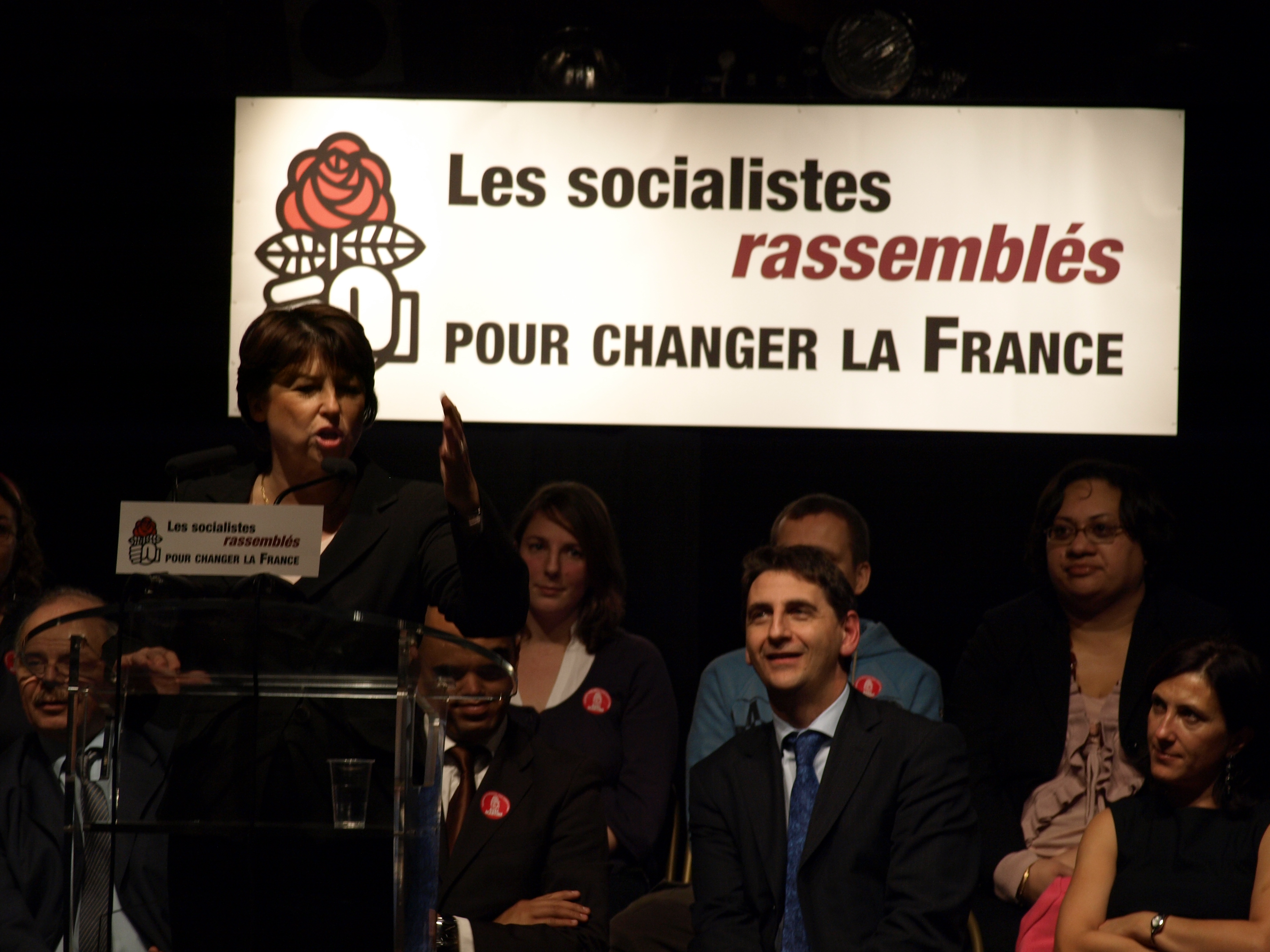
Мартин Обри во время предвыборной кампании по выборам генерального секретаря социалистической партии Франции.

Мартин Обри до сентября 2012 года являлась первым секретарем Социалистической партии Франции (с ноября 2008 по 2012). Является первой женщиной, занявшей эту должность. Заняла пост первого секретаря по итогам внутрипартийных выборов 21 ноября 2008 года, обойдя свою главную конкурентку — кандидата на пост президента на выборах 2007 года Сеголен Руаяль — на 102 голоса и набрав 67 451 (50,04 %) голосов однопартийцев (против 67 349 (49,96 %) у Руаяль).

12 сентября 2012 года покинула пост секретаря социалистической партии, уступив его Арлему Дезиру.

### Кандидат в президентской гонке (2012)

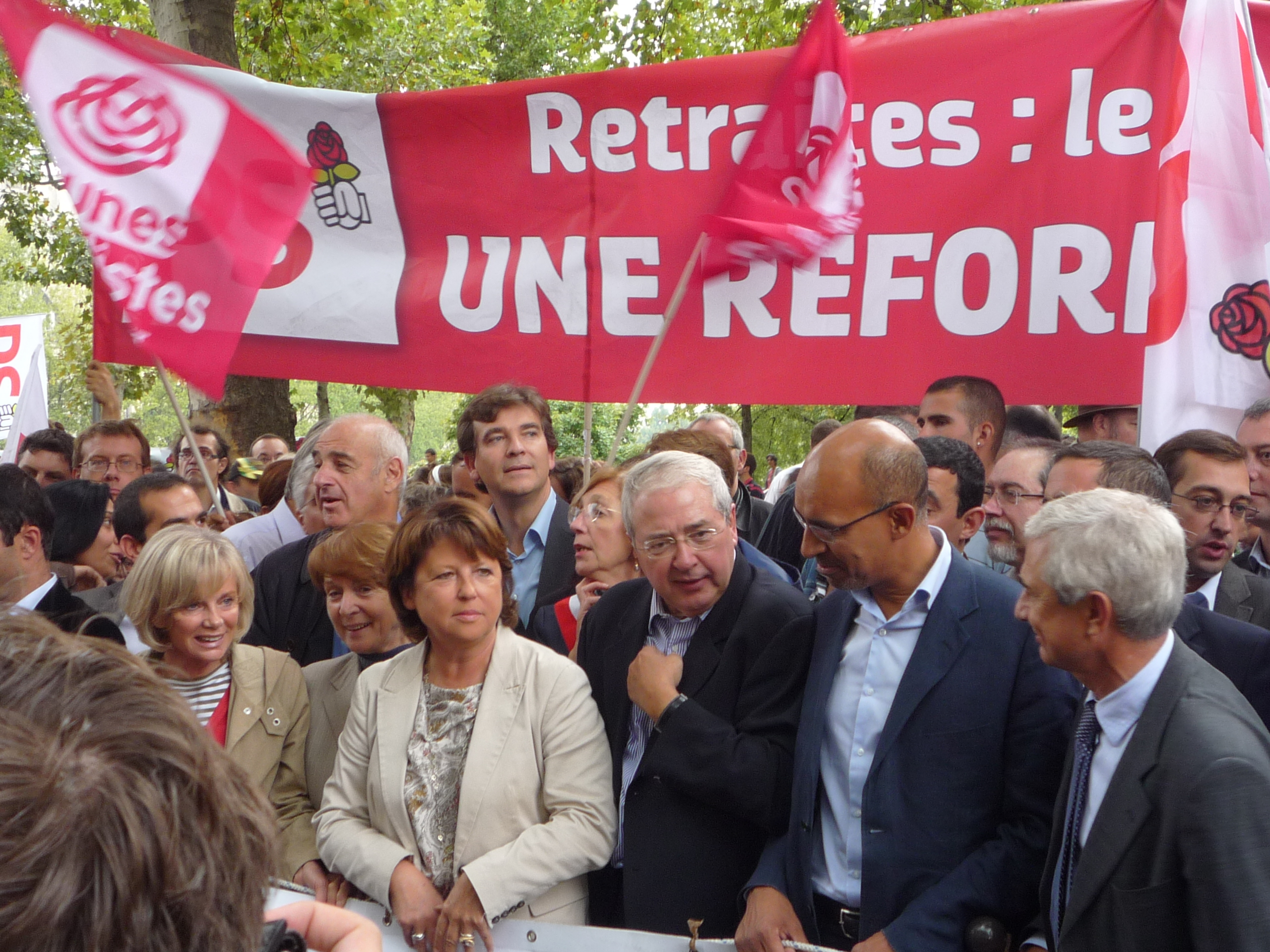
Мартин Обри в 2010 году

28 июля 2011 года Мартин Обри выдвинула свою кандидатуру внутри партии для участия в выборах, заявив, что намерена бороться за президентское кресло. Далее, 16 октября, последовали внутрипартийные выборы (праймериз), где её противником стал бывший генеральный секретарь социалистической партии Франции, Франсуа Олланд. В конце-концов, её оппонент все-таки выиграл праймериз, обойдя Мартин Обри на 13,14 %. После поражения в праймериз она стала одним из наиболее влиятельных лиц, поддерживающих Франсуа Олланда в президентской гонке; она считалась одним из потенциальных кандидатов на пост премьер-министра. Однако, несмотря на то, что Франсуа Олланд победил в президентских выборах, премьер-министром Франции стал Жан-Марк Эро, а Мартин Обри отказалась занять любое другое место в его кабинете, после того, как ей было отказано в посте премьер-министра.

## Должности
- Правительственные
  - Министр труда в 1991—1993 гг.
  - Министр социальных дел в 1997—2000 гг. (отставка).
- Выборные
  - Национальная Ассамблея Франции
    - Депутат Национального собрания Франции от Норского избирательного округа: была избрана в 1997 г. Но в июле этого же года Мартин Обри покинула Национальное собрание, поскольку стала министром.

  - Муниципальные должности
    - Мэр города Лилль с 2001 года. Была переизбрана на эту должность в 2008 году.
    - Заместитель мэра города Лилль в 1995—2001 гг.
    - Муниципальный член совета города Лилль с 1995 года. Переизбрана дважды в 2001 и 2008 годах соответственно.

  - Должности в Городском совете
    - Президент Городского совета метрополии Лилль с 2008 года.
    - Вице-президент Городского совета метрополии Лилль с 1995 пр 2008 гг. Переизбрана в 2001 году.
    - Муниципальный член совета города Лилль с 1995 года. Переизбрана дважды в 2001 и 2008 годах соответственно.
- Политические
  -     - Первый секретарь Социалистической партии Франции с 2008 по 2012 гг.

## Семья
Отец — Жак Делор, бывший министр экономики Франции, председатель Еврокомиссии.

В 2004 году Мартин Обри вышла замуж за французского юриста Жан-Луа Брошена.